# カスタムサウンドトラック
カスタムサウンドトラック（custom soundtrack）とはユーザーが取り込んだ音楽をコンピュータゲーム内のBGMとして使用できる機能のこと。カスタムサントラ、ユーザーBGMとも呼ばれることがある。

## 概要
ゲーム内のBGMはそのゲームの媒体に収録されたものが、製作者の意図した場面で流れるのが通例である。悲しい場面では悲しい音楽が流れ、強敵との戦闘では緊迫感のある音楽が流れる、などがある。当然、そのゲームに収録された曲しか流れないのが普通である。
カスタムサウンドトラックはプレイヤーが好きな音楽を好きな場面で流せるようにする機能である。あらかじめゲーム機内のハードディスク、メモリーカード内で指定されたフォルダにBGMを収録し、それをどの場面で流すか選択することでゲーム内に入っていない音楽を流すことができる。
アニメなどを原作とするキャラクターゲームではテレビアニメ版と同じBGMを使用することが望まれるが、著作権管理団体日本音楽著作権協会（JASRAC）などへ楽曲を使用するための申請と使用料の支払いを要するため、この機能が搭載されるゲームもある。
XboxやXbox 360ではハードウェア側の機能としてカスタムサウンドトラックを備えるが、場面単位での指定機能は旧世代のXboxに限られるなど厳密には異なる仕様が採用された。PlayStation Vita（PS Vita）でも音楽再生用のアプリを起動して音楽を再生しながらゲームのプレイが可能であると明言されており、上記のXboxシリーズ同様ハードウェア側で最初からカスタムサントラが利用可能な機種である。しかし実際のところはその機能に対応していないソフトもある（対応していない場合はゲームに戻ったときに音楽が一時停止される）。
ソフト側での実装についてはPlayStation 3（PS3）やPlayStation Portable（PSP）といった音楽ファイル（MP3形式）を保存できるゲーム機の登場が背景にあるものの、この機能が使用できるゲームはほんの一部に限られている。
PlayStation 4でカスタムトラックを使用できる場面はSpotifyを使用した場合のみであったが、PlayStation 5ではさらにApple Musicにも対応した。Xbox One以降のXboxハードはCDの直接挿入を含め、カスタムトラックに対応したアプリケーションをどの場面下でも同時に起動できる。ただし、CDの取り込みはできない。任天堂ではNintendo Switchになってもカスタムサウンドトラックは一度も採用されたことはないが、音楽を聴く場合のみであればプレイやんやニンテンドーDSi/3DSサウンドなどのツールが以前に登場したことがある。

## 使用されているゲーム
- バーンアウト パラダイス（エレクトロニック・アーツ、2008年、PS3）
- MotorStorm2 〜モーターストーム2〜（SCE、2008年、PS3）
- ストリートファイターIV（カプコン、2009年、PS3）
- KILLZONE 2（SCE、2009年、PS3）
- ベヨネッタ（セガ、2009年、PS3）
- グランツーリスモ（SCE、2009年、PSP）
- マクロスアルティメットフロンティア（バンダイナムコゲームス、2009年、PSP）
- 初音ミク -Project DIVA-（セガ、2009年、PSP）
- エンド オブ エタニティ（セガ、2010年、PS3）
- Another Century's Episode:R（バンダイナムコゲームス、2010年、PS3）
- クレイジータクシー（セガ、2010年、PS3）
- グランツーリスモ5（SCE、2010年、PS3）
- ニーア レプリカント（スクウェア・エニックス、2010年、PS3）
- ドラゴンボール レイジングブラスト2（バンダイナムコゲームス、2010年、PS3）
- レッド・デッド・リデンプション（テイクツー・インタラクティブ　ジャパン、2010年、PS3）
- 仮面ライダー クライマックスヒーローズ オーズ（バンダイナムコゲームス、2010年、PSP）
- ガンダムアサルトサヴァイブ（バンダイナムコゲームス、2010年、PSP）
- Another Century's Episode Portable（バンダイナムコゲームス、2011年、PSP）
- マクロストライアングルフロンティア（バンダイナムコゲームス、2011年、PSP）
- ガンダムメモリーズ 〜戦いの記憶〜（バンダイナムコゲームス、2011年、PSP）
- 仮面ライダー クライマックスヒーローズ フォーゼ（バンダイナムコゲームス、2011年、PSP）
- キャサリン（アトラス、2011年、PS3）
- デイトナUSA（セガ、2011年、PS3・Xbox 360）
- TROY無双（コーエーテクモゲームス、2011年、PS3）
- ザ・キング・オブ・ファイターズXIII（SNKプレイモア、2011年、PS3）
- 機動戦士ガンダム エクストリームバーサス（バンダイナムコゲームス、2011年、PS3）
- ソニック ジェネレーションズ 白の時空（セガ、2011年、PS3）
- グレイトバトル フルブラスト（バンダイナムコゲームス、2012年、PSP）
- ヒーローズファンタジア（バンダイナムコゲームス、2012年、PSP）
- ソウルキャリバーV（バンダイナムコゲームス、2012年、PS3）
- ストリートファイター X 鉄拳（カプコン、2012年、PS3）
- 機動戦士ガンダムUC（バンダイナムコゲームス、2012年、PS3）
- AQUAPAZZA（アクアプラス、2012年、PS3）
- ZONE OF THE ENDERS HD EDITION（コナミデジタルエンタテインメント、2012年、PS3）
- 化物語 ポータブル（バンダイナムコゲームス、2012年、PSP）
- ロストヒーローズ（バンダイナムコゲームス、2012年、PSP）
- SDガンダム GGENERATION OVER WORLD（バンダイナムコゲームス、2012年、PSP）
- 仮面ライダー 超クライマックスヒーローズ（バンダイナムコゲームス、2012年、PSP）
- マクロス30 銀河を繋ぐ歌声（バンダイナムコゲームス、2013年、PS3）
- 真・三國無双7（コーエーテクモゲームス、2013年、PS3）
- 仮面ライダー バトライド・ウォー（バンダイナムコゲームス、2013年、PS3）
- 地球防衛軍4（ディースリー・パブリッシャー、2013年、PS3）
- ジョジョの奇妙な冒険 オールスターバトル（バンダイナムコゲームス、2013年、PS3）
- HEROES' VS（バンダイナムコゲームス、2013年、PSP）
- 無双OROCHI2 Ultimate（コーエーテクモゲームス、2013年、PS Vita）
- グランツーリスモ6（SCE、2013年、PS3）
- 真・ガンダム無双（バンダイナムコゲームス、2013年、PS3、PS Vita）
- 機動戦士ガンダム エクストリームバーサス フルブースト（バンダイナムコゲームス、2014年、PS3）
- ジェイスターズ ビクトリーバーサス（バンダイナムコゲームス、2014年、PS3、PS Vita）
- 第3次スーパーロボット大戦Z 時獄篇（バンダイナムコゲームス、2014年、PS3、PS Vita）
- 仮面ライダー バトライド・ウォーII（バンダイナムコゲームス、2014年、Wii U、PS3）
- スーパーヒーロージェネレーション（バンダイナムコゲームス、2014年、PS3、PS Vita）
- ソードアート・オンライン -ロスト・ソング-（バンダイナムコゲームス、2015年、PS3）
- 第3次スーパーロボット大戦Z 天獄篇（バンダイナムコエンターテインメント、2015年、PS3、PS Vita）
- 咲-Saki-全国編（加賀クリエイト、2015年、PS Vita）
- ニトロプラス ブラスターズ -ヒロインズ インフィニット デュエル-（ニトロプラス、2015年、PS3、PS4）
- 機動戦士ガンダム エクストリームバーサス フォース（バンダイナムコエンターテインメント、2015年、PS Vita）
- 仮面ライダー バトライド・ウォー 創生（バンダイナムコエンターテインメント、2016年、PS3、PS4、PS Vita）
- スーパーロボット大戦V（バンダイナムコエンターテインメント、2017年、PS4、PS Vita、STEAM）
- スーパーロボット大戦X（バンダイナムコエンターテインメント、2018年、PS4、PS Vita、STEAM）
- スーパーロボット大戦T（バンダイナムコエンターテインメント、2019年、PS4）
- SDガンダム GGENERATION CROSSRAYS（バンダイナムコエンターテインメント、2019年、PS4、STEAM）
- 機動戦士ガンダム エクストリームバーサス マキシブースト ON（バンダイナムコエンターテインメント、2020年、PS4）
- スーパーロボット大戦30（バンダイナムコエンターテインメント、2021年、PS4、STEAM）
- SDガンダム バトルアライアンス（バンダイナムコエンターテインメント、2022年、PS4、PS5、STEAM）